# Drive Me Dead
Drive Me Dead — другий мініальбом американської групи Throwdown, який вийшов 27 червня 2000 року.

## Композиції
1. Raise Your Fist – 3:03
2. Sinner – 2:59
3. Break That Last Glass – 2:31
4. Step It Up – 2:27
5. Sincere – 2:00